# Plauener Straßenbahn GmbH
Die Plauener Straßenbahn GmbH ist ein kommunales Verkehrsunternehmen in der sächsischen Stadt Plauen. Die Gesellschaft betreibt die seit 1894 bestehende Straßenbahn Plauen und den am 11. November 1995 aufgenommenen städtischen Omnibusverkehr. Das Unternehmen ging zum 1. Juni 1990 aus dem ehemaligen „VEB Städtischer Nahverkehr Plauen“ hervor und gehört der Stadt Plauen. Seit dem 1. April 1993 ist die Plauener Straßenbahn GmbH außerdem in den Verkehrsverbund Vogtland (VVV) integriert.

## Straßenbahn
Zum Einsatz kommen auf allen Linien die Tatra KT4D-M und der Bombardier NGT6.
| Linie | Laufweg                                                                                    | Länge  | Fahrzeit      |
| ----- | ------------------------------------------------------------------------------------------ | ------ | ------------- |
| 1     | Neundorf → Dittrichplatz → Tunnel → Am Albertplatz → Preißelpöhl                           | 4,8 km | 18–20 Minuten |
| 2     | Preißelpöhl → Am Albertplatz → Tunnel → Neue Elsterbrücke → Vogtlandklinikum → Waldfrieden | 5,9 km | 21–23 Minuten |
| 3     | Waldfrieden → Vogtlandklinikum → Neue Elsterbrücke → Tunnel → Dittrichplatz → Neundorf     | 6,4 km | 22–24 Minuten |
| 4     | Oberer Bahnhof – Am Albertplatz – Tunnel – Neue Elsterbrücke – Vogtlandklinikum – Reusa    | 5,2 km | 19–21 Minuten |
| 5     | Südvorstadt – Neue Elsterbrücke – Tunnel – Am Albertplatz – Plamag                         | 5,9 km | 19–21 Minuten |
| 6     | Plamag – Am Albertplatz – Tunnel – Neue Elsterbrücke – Vogtlandklinikum – Reusa            | 7,6 km | 26–27 Minuten |

1. ↑  Die Linie 6 verkehrt nur am Samstagmorgen sowie wochentags. Sie ersetzt ganz oder teilweise die Linien 4 und 5.

## Omnibus
Zum Einsatz kommen Niederflurbusse von MAN und moderne Mercedes-Benz Citaro C2 Busse. Seit Juni 2025 sind vier Elektrobusse in Betrieb (eCitaro von Daimler Buses).
Wegen der Inbetriebnahme des Bahnhaltepunkts Plauen Mitte wurde zum 7. September 2015 das Stadtbusnetz angepasst. Zum 13. Juni 2022 wurde der Busverkehr abermals reduziert. Die Linie B wurden wurde aufgegeben, Teile davon in die Linie A integriert und die Bedienung von Chrieschwitz sowie des Unteren Bahnhofs eingestellt.

### Tagnetz
| Linie | Laufweg                                                                     | Länge | Fahrzeit      |
| ----- | --------------------------------------------------------------------------- | ----- | ------------- |
| A     | Ostvorstadt – Bahnhof Mitte – Tunnel (– Stadtpark) – Albertplatz – Wartberg |       | 25/24 Minuten |
| Ax    | Ostvorstadt → Mammenstraße → Tunnel → Albertplatz → Wartberg                |       | 25 Minuten    |

Die Linie A verkehrt im 20-Minuten-Takt. Allerdings wird die Haltestelle Stadtpark nur zweistündlich bedient.
Die Linie Ax ersetzt im Stundentakt ausschließlich in Richtung Wartberg Fahrten der Linie A und verkehrt auf einer abweichenden Linienführung über Mammenstraße mit den Haltestellen Mammenstraße, Bickelstraße und Hofer Straße. Dafür entfallen die Haltestellen Knielohstraße und Bahnhof Mitte.

### Nachtnetz
| Linie | Laufweg                                           | Länge  | Fahrzeit      |
| ----- | ------------------------------------------------- | ------ | ------------- |
| N1    | Tunnel – Oberer Bahnhof – Plamag                  | 4,8 km | 13–14 Minuten |
| N2    | Tunnel – Neundorf                                 | 2,8 km | 8 Minuten     |
| N3    | Tunnel – Reusa/Ostvorstadt – Südvorstadt – Tunnel | 5,6 km | 28 Minuten    |
| N4    | Tunnel – Preißelpöhl – Waldfrieden – Tunnel       | 4,5 km | 28 Minuten    |
| N22   | RufBus Neundorf                                   | 2,4 km | 4 Minuten     |